# Francisco José Martínez Gallego
Francisco José Martínez Gallego (San Antonio, Requena, Valencia, 1969) es un músico, compositor, director musical y profesor.

## Carrera musical
Comenzó sus estudios musicales en la Escuela de Música "Músico Jaime Hernández" de la Sociedad Musical La Armónica de San Antonio de Requena, posteriormente al cabo de los años entró en conservatorios de Murcia, Torrente y en la ciudad de Valencia donde obtuvo el título superior de clarinete en el año 1994, pasando a centrarse principalmente en trabajar como profesor de clarinete, director de bandas y también como compositor de obras musicales.
En 1998, decidió ampliar más sus estudios teniendo como profesores entre los más destacables Jan Cober y José Rafael Pascual Vilaplana, que luego centró su trabajo como director se centró en las agrupaciones S.M. El Arte de Sinarcas, la banda juvenil de la S.M. La Armónica de San Antonio y el grupo Armónic Brass.
No obstante también se quería dedicar plenamente a la composición, la cual amplió su formación teniendo como profesores a los compositores Daniel Flors, Ferrer Ferrán, Teodoro Aparicio Barberán y Miguel Ángel Matéu.
Entre sus composiciones contiene un amplio catálogo de obras con más de 20 pasodobles, marchas moras, marchas procesionales, música de cámara y música clásica para banda y orquesta entre las que destacan Cantata Profana, Concierto para Piano y Orquesta, Concierto para Trompeta y Orquesta de Cuerda, Akhenatón, La Concepción 1910, Monumentos, Theatrum, Españolada nº 1, Los Caprichos de Goya, etc, con sus obras musicales ha logrado ganar numerosos concursos de composición.
En el mes de junio de 2010 finalizó el grado superior de composición por el Conservatorio Superior de Música Salvador Seguí de Castellón de la Plana, donde estudió con profesores como por segunda vez con Ferrer Ferrán y con César Cano Forrat, Miguel Ángel Berbis López, Claudia Montero, Jesús Vizcaíno y Emilio Calandín Hernández.
Actualmente es profesor de armonía, análisis y fundamentos de la composición en el Conservatorio Profesional Mestre Molins de Cuart de Poblet.
También es miembro de la Asociación de Compositores Sinfónicos Valencianos (COSICOVA) y de la Sociedad General de Autores y Editores (SGAE).

## Obras

### Orquestas
- (2008), Concierto, para trompeta y orquesta de cuerdas.
- (2008), Obertura concertante.
- (2009), Concierto, para piano y orquesta.
- (2010), Experior.

### Banda
- (1994), Alicia Gallego.
- (1994), Pablo Martínez.
- (1995), Felipe Gómez.
- (1996), Amigas de La Armónica.
- (1997), Larga Cordobesa.
- (1998), U.MA (Unión Musical de Aldaya).
- (1999), Chimo el Coronel.
- (1999), Himno a San Cristóbal.
- (1999), Lázaro
- (1999), Manolo Carrión.
- (2000), José M ª. Gómez.
- (2000), Ziryab, Marcha Mora.
- (2001), Obertura párr Una Celebración.
- (2001), S. M. "La Armónica" de San Antonio.
- (2002), Benifat, Marcha Mora.
- (2002), Cristina Martí.
- (2003), El Algar Marcha Mora.
- (2003), Bernardo España "Españeta".
- (2004), Akhenaton.
- (2004), José Miguel Arroyo "Joselito".
- (2005), La Concepción en 1910, la suite.
- (2005), Molinos de Viento.
- (2005), Monumentos.
- (2005), Oración en el Huerto.
- (2007), «Theatrum» - Música para la Escena.
- (2008), La Quinta Armónica.
- (2008), Manolo Navarro.
- (2011), Sinfonía n º 1 - "Kaprekar".
- (2011), Ángel "El Calo".
- (2011), Cami al Castell.
- (2011), El Príncipe Valiente fantasía.
- (2011), Himno de San Antonio.
- (2011), Jesús Duque.
- (2011), Los Caprichos de Goya.

### Vocal
- (2007), Nocturno Sin palabras.
- (2008), Gloriam Dei.
- (2010), Cantata Profana.

### Cámara
- (2001), Betula.
- (2005), Españolada nº 1.
- (2006), Álvaro.
- (2006), Rondó y Sol.
- (2006), Somnus.
- (2006), Tres Piezas Breves.
- (2006), Tiempos Pasados.
- (2007), Thamos.
- (2008), El Elixir del Gnomo.
- (2008), Sonatina.
- (2008), Dubitatio Nova.
- (2010), Ludus ad Quattuor.

### Piano
- (2005), Calma Relativa.
- (2007), Suite y La.
- (2007), Fantasía.

## Premios
- Primer Premio del Concurso Nacional de Música Festera de Altea, (2000).
- Primer Premio Concurso de Composición de Música Festera de Calpe, (2002).
- Primer Premio de Composición de Música Sinfónica para Banda de Finestrat, (2005).
- Premio en el Concurso de Composición de Pasodobles de Sant Joan de Moró, (2009).
- Primer premio a la mejor explicación del Tritono Tonal, (2022).